# Partito Ba'th (Siria)
Il Partito Ba'th Socialista Arabo (scritto anche Ba'th o Baath, "Risorgimento"; in arabo حزب البعث العربي الاشتراك‎?, Ḥizb al-baʿṯ al-ʿarabī al-ištirākī), noto anche come il Movimento Ba'th pro-siriano, è stato un partito politico ba'thista con sede a Damasco, in Siria. 
Era una delle due fazioni (con nomi identici) sorte nel 1966 dalla scissione del Partito Ba'th unito. Al 2022 era l'organizzazione al potere in Siria fin dal colpo di Stato del 1963. Dal 1970 al 2000, il capo del partito è stato il presidente siriano Hafiz al-Assad. Dal 2000 fino al 2024, la leadership è stata condivisa tra suo figlio Bashar al-Assad (capo del Comando regionale) e Abdullah al-Ahmar (capo dell'organizzazione nazionale pan-araba).
Il 12 dicembre 2024, dopo la caduta di Assad nella guerra civile siriana, il partito di fatto estromesso dal potere annuncia la sospensione di ogni attività. Il 29 gennaio 2025 il nuovo governo siriano dissolse il partito ufficialmente e ne vietò la riformazione.

## Risultati elettorali
| Anno | %      | Seggi |
| ---- | ------ | ----- |
| 1973 | 65,59% | 122   |
| 1977 | 64,10% | 125   |
| 1981 | 65,13% | 127   |
| 1986 | 66,67% | 130   |
| 1990 | 53,60% | 134   |
| 1994 | 54,00% | 135   |
| 1998 | 54,00% | 135   |
| 2003 | 54,00% | 135   |
| 2007 | 53,60% | 134   |
| 2012 | 53,60% | 134   |
| 2016 | 68,80% | 172   |
| 2020 | 50,80% | 127   |
| 2024 | –      | 169   |

## Organi nazionali

### Segretari regionali del Comando regionale
- Hammud al-Shufi (5 settembre 1963 - 1º febbraio 1964)
- Shibli al-Aysami (5 febbraio 1964 - 4 ottobre 1964)
- Amin al-Hafiz (4 ottobre 1964 - 19 dicembre 1965)
- Comando regionale dissolto (19 dicembre 1965 - 27 marzo 1966)
- Nur al-Din al-Atassi (27 marzo 1966 - 13 novembre 1970)
- Hafiz al-Assad (18 novembre 1970 - 10 giugno 2000)
- Bashar al-Assad (24 giugno 2000 - ottobre 2018)

### Segretari generali del Comando centrale
- Bashar al-Assad (ottobre 2018 - 11 dicembre 2024)

### Segretari generali del Comando Nazionale
- Nur al-Din al-Atassi (marzo 1966 - 18 novembre 1970)
- Hafiz al-Assad (12 settembre 1971 - 10 giugno 2000)
- Abdullah al-Ahmar (10 giugno 2000 - 14 maggio 2017)
- Bashar al-Assad (18 maggio 2017 - 11 dicembre 2024)

### Segretari regionali assistenti del Comando regionale
- Fahmu al-Ashuri (1º febbraio 1964 - 17 marzo 1965)
- Muhammad az-Zubi (17 marzo - 1º agosto 1965)
- Salah Jadid (1 agosto 1965 - 13 novembre 1970)
- Mohamad Jaber Bajbouj (18 novembre 1970 - 7 gennaio 1980)
- Muhammad Zuhair Masharqa (7 gennaio 1980 - 20 gennaio 1985)
- Sulayman Qaddah (20 gennaio 1985 - 9 giugno 2005)
- Mohammed Saeed Bekheitan (9 giugno 2005 - 8 luglio 2013)
- Hilal Hilal (10 luglio 2013 - ottobre 2018)

### Segretari generali assistenti del Comando centrale
- Hilal Hilal (ottobre 2018 - 11 dicembre 2024)